# Zanakhan
Zanakhan är ett distrikt i Afghanistan. Det ligger i provinsen Ghazni, i den centrala delen av landet, 110 kilometer söder om huvudstaden Kabul.
Distriktet beräknades år 2022 ha cirka 15 000 invånare.